# 浪漫星星
《浪漫星星》是一部以服装设计时尚圈为背景的都市爱情剧，由上海腾讯企鹅影视文化传媒有限公司、捷成世纪文化产业集团、捷成瑞吉祥影视传媒有限公司联合出品，著名导演林合隆参与编剧与执导，并且由王嘉、邢菲、贾征宇、李心艾、闫肃、楼佳悦等演员主演。该剧于2017年11月7日在深圳开机，2018年1月18日在澳门杀青。该剧于2018年12月5日腾讯视频独播，腾讯视频VIP会员抢先看。台灣OTT由LiTV 線上影視全劇上架。

## 播放時間及平台

### 首播
| 頻道     | 所在地 | 首播日期      | 备注                                                                                          |
| -------- | ------ | ------------- | --------------------------------------------------------------------------------------------- |
| 腾讯视频 | 中国   | 2018年12月5日 | 腾讯视频VIP会员：5日晚20：00更新12集，会员抢先看6集 非会员：每周三、周四、周五晚20:00更新两集 |

## 演員表
| 演員   | 角色   | 简介 |
| 王嘉   | 丁炆孝 | DI集团董事长 DI集团理事，背负着庞大的家族使命，为了集团上市放弃自己的梦想。在商界是一个出了名的说话尖锐刻薄，敏锐善变且专横专制的“魔头”。 |
| 邢菲   | 言夏   | 消逝光年制衣铺老板娘 想成为一名服装设计师。消逝时光制衣铺的老板，是一个处处散发着阳光，坚强执着的女孩。继承了父亲的传统裁缝技术，励志将传统手工艺发扬光大。                                                                                                  |
| 贾征宇 | 许墨尘 | 国际名模 DI集团旗下的知名模特儿。 DI集团旗下的知名模特儿，曾经是一个善良开朗的富二代暖男，但随着家境的败落，父亲的瘫倒，逐渐变成为一个戴着微笑假面具生活的恶魔。表面上看来美如冠玉，张扬温柔，但心里潜藏着一只沉睡的野兽。後來，也因為DI被合購，而變回原來。 |
| 李心艾 | 沐灵珊 | DI集团设计师 性感妖媚，曾留学于法国。 DI的设计师，也是无数男人心目中的女神，有能力却又自大傲慢，目中无人。曾留学于法国，在很多国家的企业担任过品牌设计师，回国后在丁炆孝父亲的安排下成为了DI集团唯一的首席设计师。                                           |
| 楼佳悦 | 聂思琪 | 言夏闺蜜，爱慕虚荣、贪小便宜。出生在普通的工薪阶层家庭，是个可爱善良有点贪小便宜的小女孩，和言夏是自小一个胡同长大的好闺蜜，凭借着不错外貌当上了网络直播间的主播。                                                                                           |
| 闫肃   | 任旭   | 单纯热情，整天做着白日梦。 与言夏是一起长大的青梅竹马。 单纯热情的速递员，整天做着不切实际的白日梦，幻想着有一天自己能够登上人生巅峰。一直默默地喜欢着从小青梅竹马的聂思琪却不敢告白。                                                                       |
| 王畅唱 | 蔡凝   | DI集团设计师助理 沐灵珊助理。平时对其唯唯诺诺，实际上是丁烨和文少渤的眼线。 |
|        | 言祁昕 | 言夏父亲，为人顽固执着。 |
|        | 丁烨   | 丁炆孝父亲，为人聪明果断。 |
|        | 许林贤 | 玲珑服装厂厂长 业界知名的服装设计者 许墨尘父亲。 |
| 穆丽燕 | 林晚霞 | 言夏母亲，名校毕业的上流圈名媛。 |
| 陈宥维 | 言冬   | 言夏弟弟。 |
| 徐歆雨 | 倪渃   | 言冬女朋友，也是高中时期的同校好友。 曾经离过一次婚。 |
| 涂黎曼 | 郁苍蓝 | 丁炆孝母亲，体弱多病。 |
| 王晶熙 | 陆青   | 天启集团总裁陆常威的女儿,为人内向。 |
| 何绍宏 | 文少渤 | DI集团董事 DI的创投人之一,一心想要抢走DI。 |
|        | 柯备   | 征信社社长 |
| 江南   | 江南   | DI集团造型师 业界著名的造型师，为人张扬不羁。许墨尘御用造型师。 |
| Candy  | Candy  | 时尚博主 |
|        | 陆常威 | 天启集团总裁 陆青的父亲。 |
|        | 王总   | 宇威集团总裁 欣赏沐灵珊才华，算是沐灵珊的伯乐。 |
| 周帅   | 吴霄   | 企业投资人 丁炆孝朋友。 |
|        | 王学靖 | DI集团董事 对丁烨忠心但不满丁炆孝的管理方式。 |
|        | 陈凯   | DI集团董事 一心想挖空公司的钱。 |
|        | 常叔   | 许墨尘贴身助理及管家 曾是许林贤助理。 |
| 黄昱清 | 周勤   | 丁炆孝助理 也是丁炆孝小学同学。 |
| 尚岩平 | 郑家兴 | DI集团行政总监 为人圆滑却顾家。 |
|        | 何为   | DI集团副总经理 为人吊儿郎当，文少渤实际是的眼线。 |
|        | 梁修   | DI集团员工 |
| 鲍姗姗 | 关妮   | 聂思琪闺蜜。 |
| 吴春怡 | 谭祤菲 | 聂思琪闺蜜。 |
| 吴蓓   | Ileana | LOUS集团亚洲区域代表 |
| 崔鹏   | 王曦泽 | |
| 柯乃予 | 伊莱娜 | |
| 尚尚   | 郭涛   | |
| 李智宸 | 钱莱哆 | DI集团职员 |
| 祁刚   | 祁刚   | |
| 沙小V  | Gavin  | 秀导 |

## 电视原声带
| 曲序 | 曲目               | 演唱   |
| ---- | ------------------ | ------ |
| 1.   | 空空如也（片头曲） | 任然   |
| 2.   | 睡前童话（片尾曲） | 武艺   |
| 3.   | 白卷（插曲）       | 俞赫璇 |